# Branko Mladenović

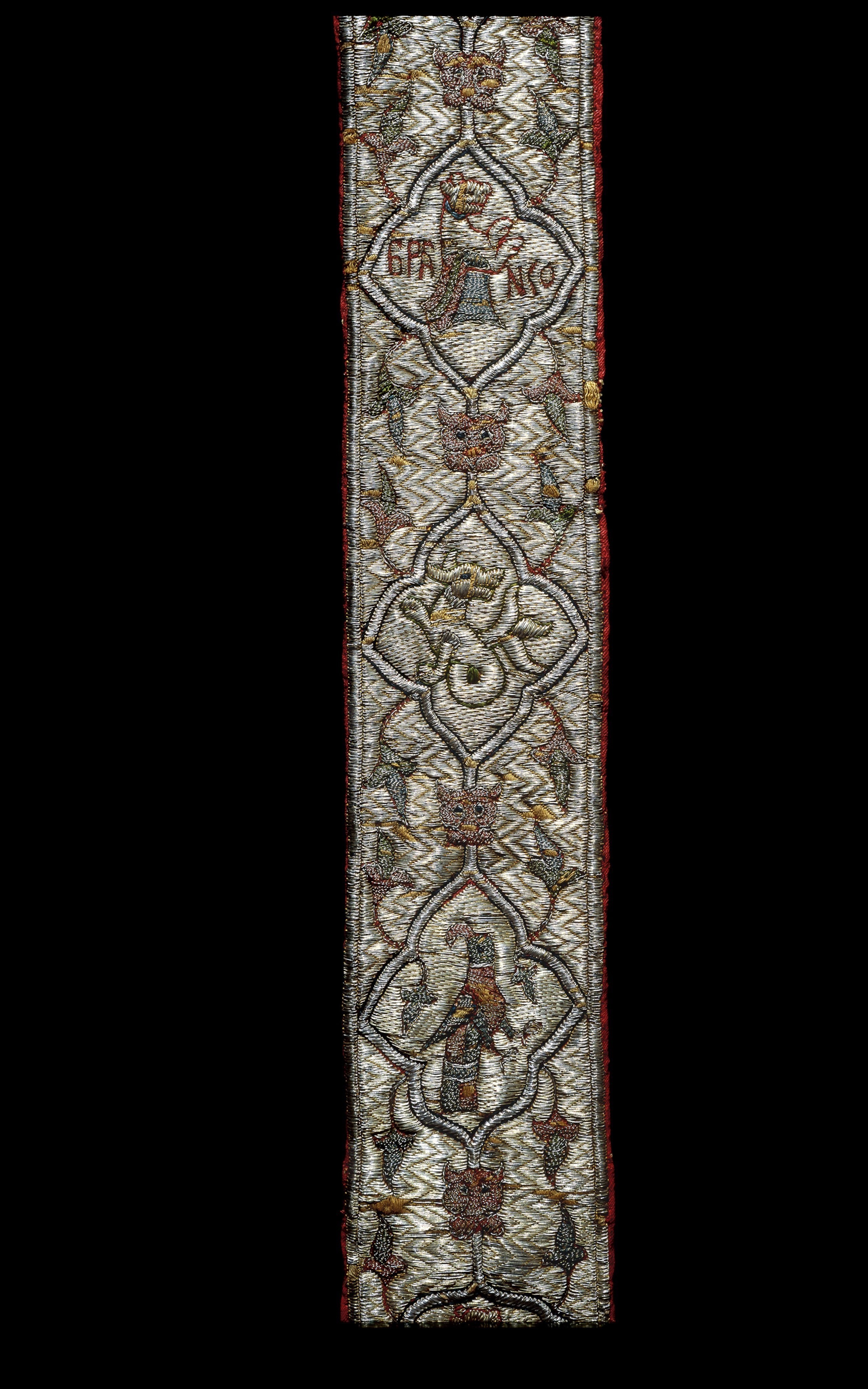
Brankos Gürtel im Britischen Museum, London

Branko Mladenović (serbisch-kyrillisch Бранко Младеновић, mittelgriechisch Πράνκος Μλαδένης; † Januar oder Februar 1365) war ein serbischer Magnat aus dem Adelsgeschlecht Branković und Provinzgouverneur unter den Zaren Stefan Uroš IV. Dušan und Stefan Uroš V.

## Leben
Branko war ein Sohn des aus der Region Drenica stammenden Gespans und Woiwoden Mladen († vor 1346), der als Gouverneur von Trebinje und Kotor dem raszischen König Stefan Uroš III. Dečanski gedient hatte. Nachdem dessen Sohn und Nachfolger Stefan Uroš IV. Dušan am 16. April 1346 in Skopje zum Kaiser gekrönt worden war, verlieh er Branko die hohe Würde eines Sebastokrators, die im Serbischen Reich nur engen Verwandten der herrschenden Nemanjić-Dynastie zukam. Spätestens 1355 wurde er als Statthalter der Serben in der Oblast Ohrid im westlichen Makedonien eingesetzt. Seine Schwester Ratislava heiratete den Großgespan Altoman Vojinović. 
Branko Mladenović ist der Stammvater der prominenten serbischen Adelsfamilie Branković; seine Söhne waren Nikola Radonja, Grgur Golubić und Vuk Branković. Nach Brankos Tod verjagte der Usurpator Vukašin Mrnjavčević die Familie aus Ohrid. Ausgehend von ihrem Stammland in Drenica avancierte Vuk Branković nach dem Zusammenbruch des Nemanjiden-Reichs und der Schlacht auf dem Amselfeld (1389) kurzzeitig zum mächtigsten serbischen Fürsten.
Brankos Tochter Theodora war die Ehefrau von Georg Thopia, dem Sohn des albanischen Fürsten Karl Thopia.